# Vukovac
Vukovac (cyr. Вуковац) – wieś w Serbii, w okręgu braniczewskim, w gminie Žagubica. W 2011 roku liczyła 389 mieszkańców.